# Bibliothèque rose
La Bibliothèque rose est une collection française de livres pour la jeunesse créée en 1856 par les éditions Hachette et destinée aux enfants de six à douze ans. La collection a fêté ses 150 ans en 2006 et elle est toujours éditée de nos jours.
Initialement Bibliothèque rose illustrée, le nom de la collection devient Nouvelle Bibliothèque rose en 1958, puis Bibliothèque rose en 1971. En 1962, une sous-collection est lancée : Minirose, destinée aux plus petits.
La collection atteint son apogée entre 1955 et 1987. Après une crise des ventes tout au long des années 1990, la Bibliothèque rose renoue avec le succès depuis les années 2000.

## Historique

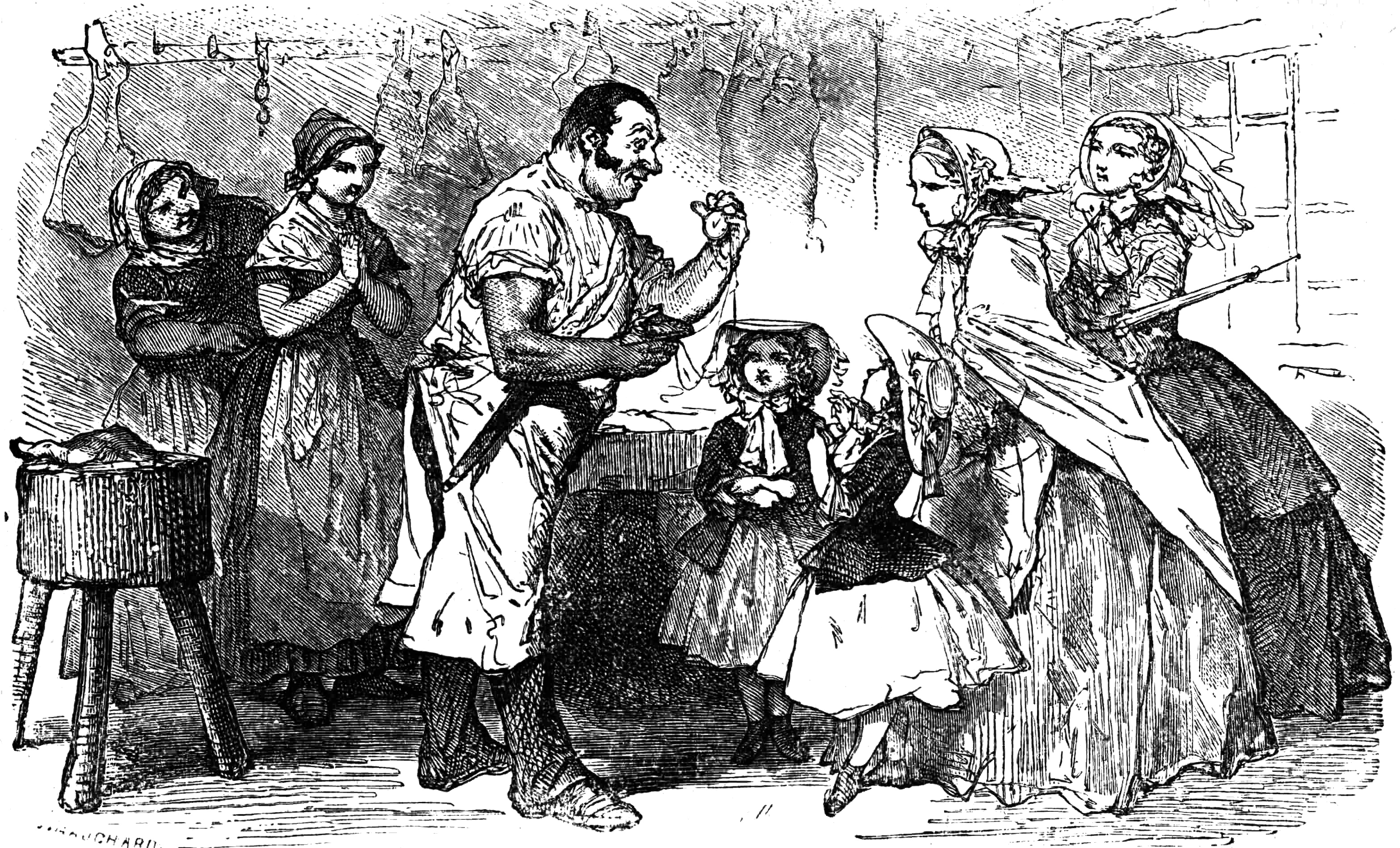
Illustration pour Petites Filles modèles de la comtesse de Ségur (1857)

L'ancêtre de la Bibliothèque rose est la série Livres illustrés pour les enfants, à couverture déjà rose, de la Bibliothèque des Chemins de fer lancée par Louis Hachette en 1853.
D'abord spécialisé dans les manuels scolaires, Louis Hachette investit l'édition de loisir à partir de 1850. C'est le développement des voyages qui lui donne l'idée d'implanter des kiosques dans les gares, dans lesquels il vendra, à partir de 1853, sept collections destinées aux voyageurs dont une seule, à couverture rose, perdurera, avec des auteurs tels que la comtesse de Ségur ou Zénaïde Fleuriot.
La collection est créée après un voyage en train de Louis Hachette en compagnie de Napoléon III et du comte Eugène de Ségur, administrateur de la Compagnie des chemins de fer de l'Est. L'idée germe lorsque ce dernier lui parle des histoires que sa femme, la comtesse de Ségur, invente pour leurs enfants. C'est donc elle qui inaugure la collection (qui n'acquiert sa couleur rose que quatre ans plus tard) avec Les Nouveaux Contes de fées ; le contrat est signé en octobre 1855.
Depuis la publication de séries à héros récurrent éditées à partir de 1955, les livres les plus célèbres de la Bibliothèque rose sont ceux écrits par Enid Blyton : Le Club des Cinq, Oui-Oui, Jojo Lapin, et par Georges Chaulet (Fantômette).
Depuis les années 2000, la Bibliothèque rose est essentiellement centrée sur la novélisation de séries télévisées et de films. Les nouveautés se concentrent sur les licences des héros phares de la nouvelle génération : Winx Club, Titeuf, les personnages Disney, etc.
Les anciennes séries sont toujours éditées, mais dans une version remaniée et modernisée par rapport au texte d'origine, au point que les nouvelles versions de séries telles que Le Club des Cinq suscitent la polémique auprès des parents dont beaucoup considèrent que la traduction originale a été par trop dénaturée et le niveau de langage, trop affaibli.

## Évolution de la collection

### La Bibliothèque rose illustrée (1856-1958)
De 1856 à 1958, la collection comprend 460 romans, représentant 465 volumes publiés, écrits par 174 auteurs.
Les volumes sont proposés soit brochés avec une couverture rose, soit reliés. D'abord dans le format 11 x 17 cm (de type Bibliothèque des chemins de fer Hachette), puis sous le format in-12 (12 x 18 cm). De l'origine aux années 1930, la reliure est faite en percaline rouge puis après en simple carton imprimé. Le premier plat comporte un fer doré mentionnant la collection, le titre et parfois l'auteur, ainsi que l'éditeur dont l'intitulé varie selon l'évolution de la dénomination sociale de l'entreprise. Les tranches sont dorées jusqu'en 1919, puis seulement la tranche de tête dorée jusqu'en 1924, et les autres jaunes, puis toutes jaunes jusqu'en 1959. Le nombre de pages varie entre 157 et 472. Les volumes comportent des gravures en noir in-texte et hors-texte,.
En 1934, Hachette ajoute une jaquette de papier blanc, illustrée en couleur sur les plats avec le titre en rouge sur le dos (idem pour la Bibliothèque verte du même éditeur).

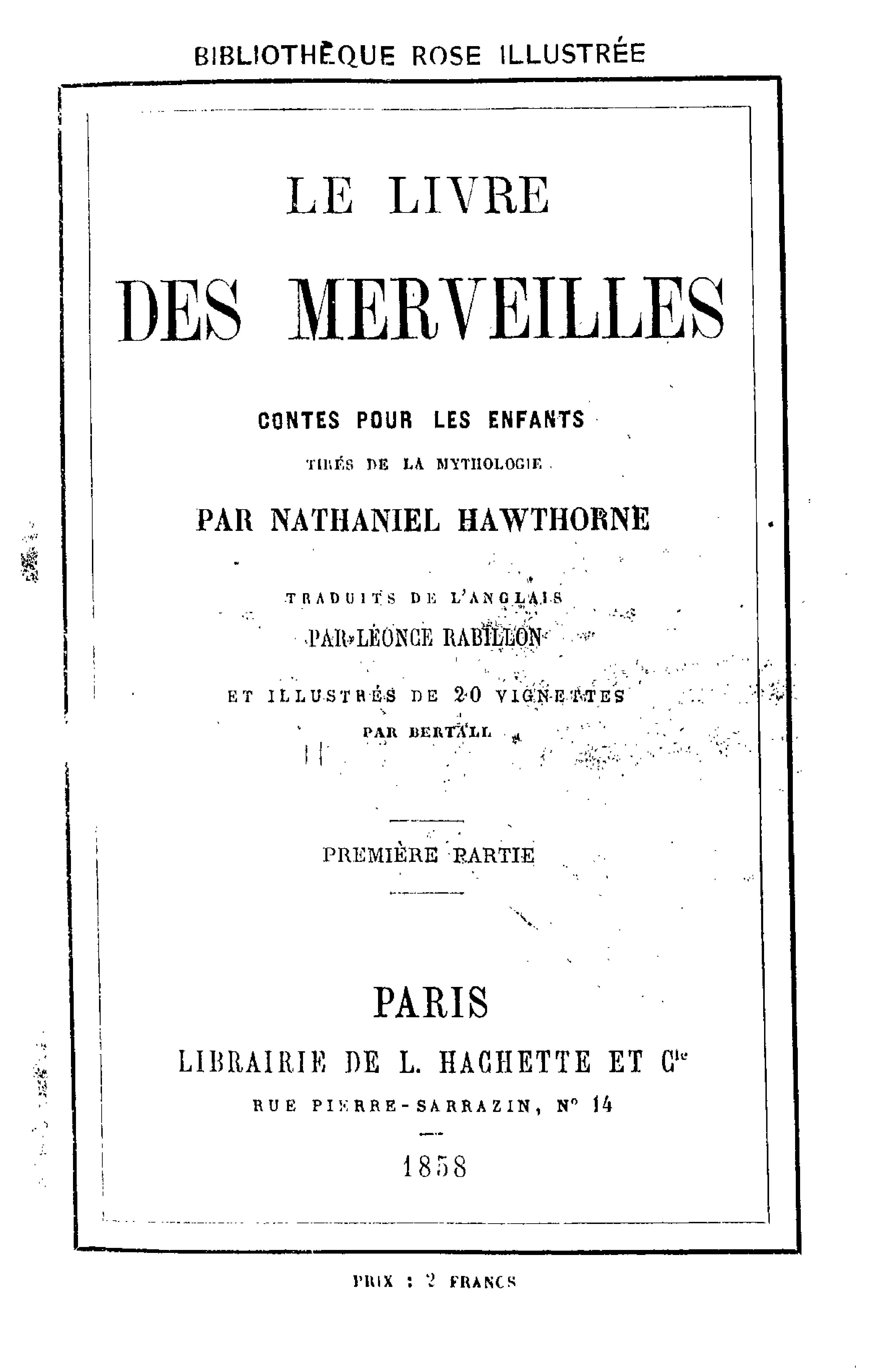
Le Livre des merveilles de N. Hawthorne. Entre 1856 et 1927 : reliure brochée en papier rose « Bibliothèque rose illustrée », série pour enfants de la « Bibliothèque des chemins de fer » (1853-58)
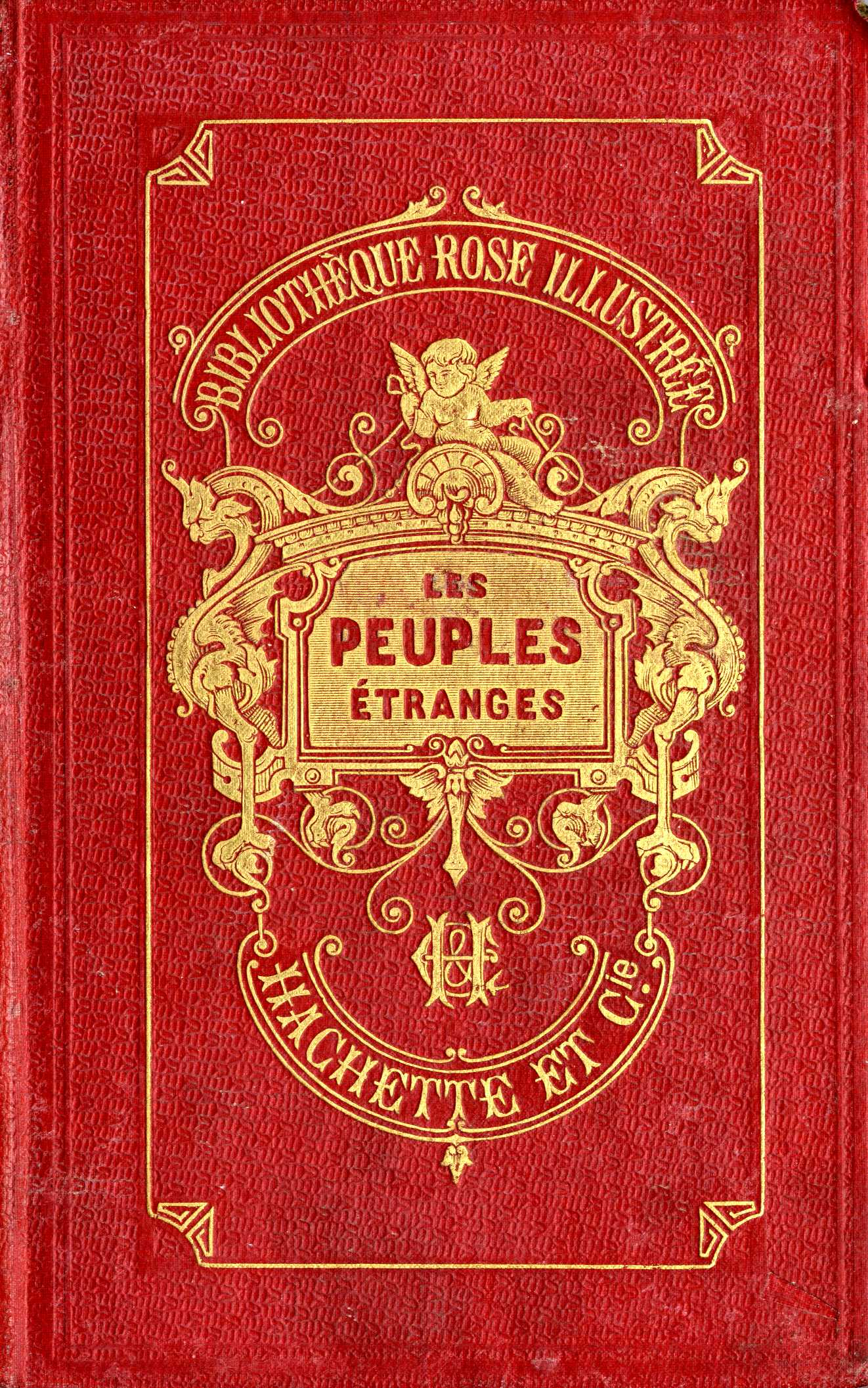
Les Peuples étranges de Thomas Mayne Reid. Entre 1869 et 1919 : fer doré avec « Hachette et Cie » (le L. de Louis Hachette est abandonné après sa mort en 1864).
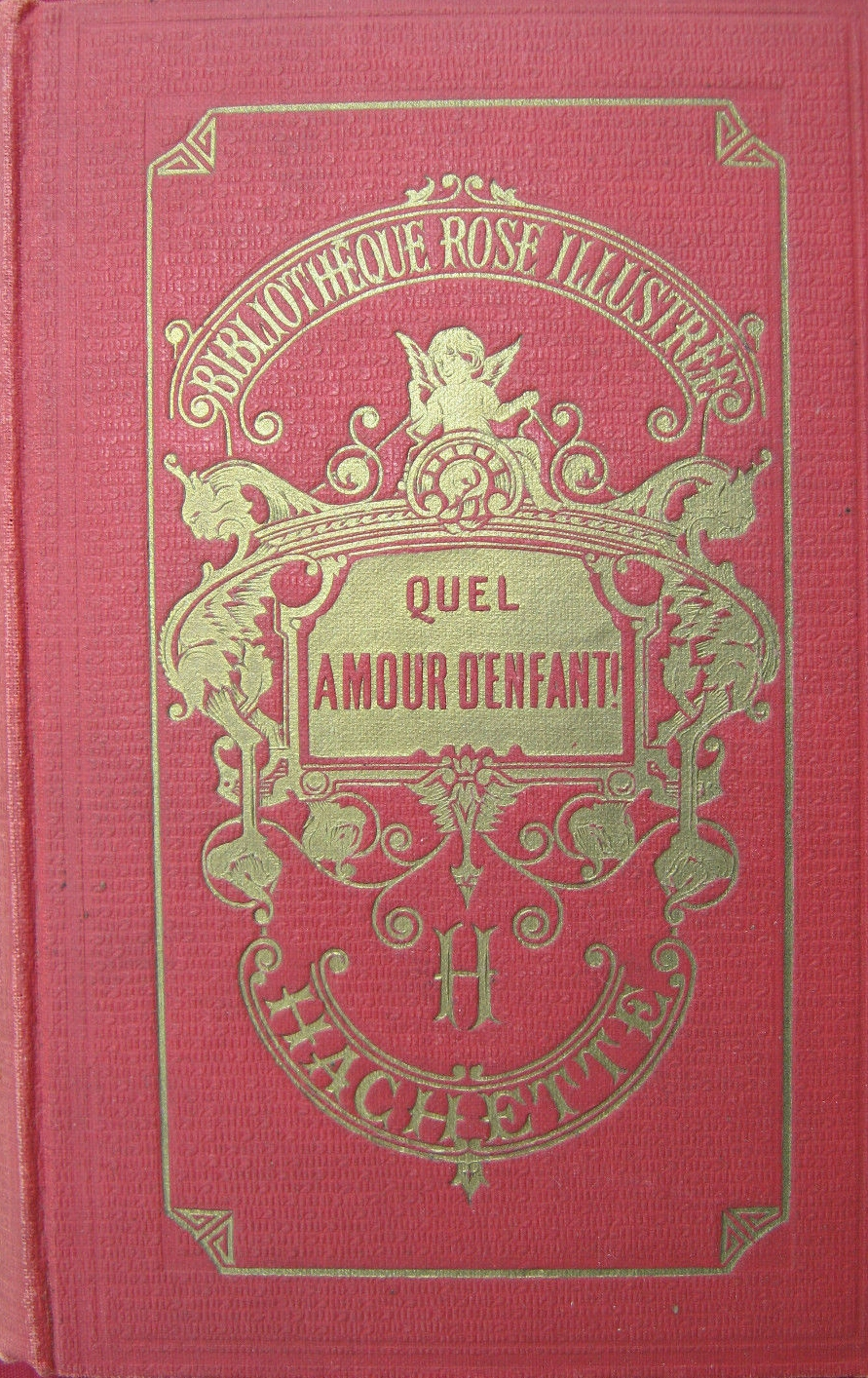
Quel amour d'enfant !. Entre 1919 et 1959 : fer doré avec « Hachette »
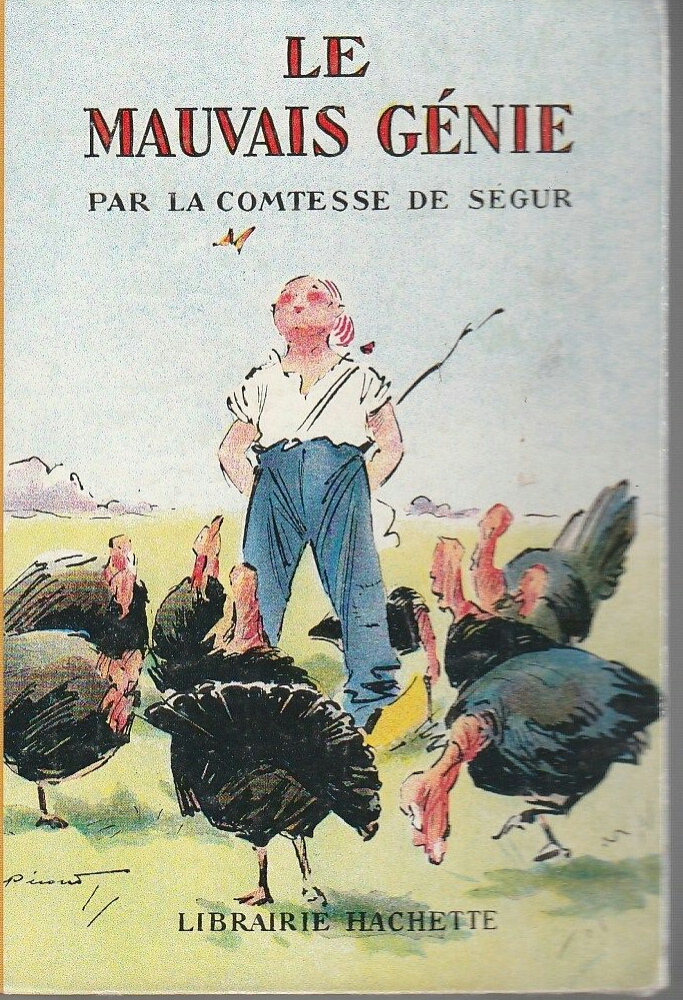
Jaquette de couverture pour Le Mauvais Génie (1932)
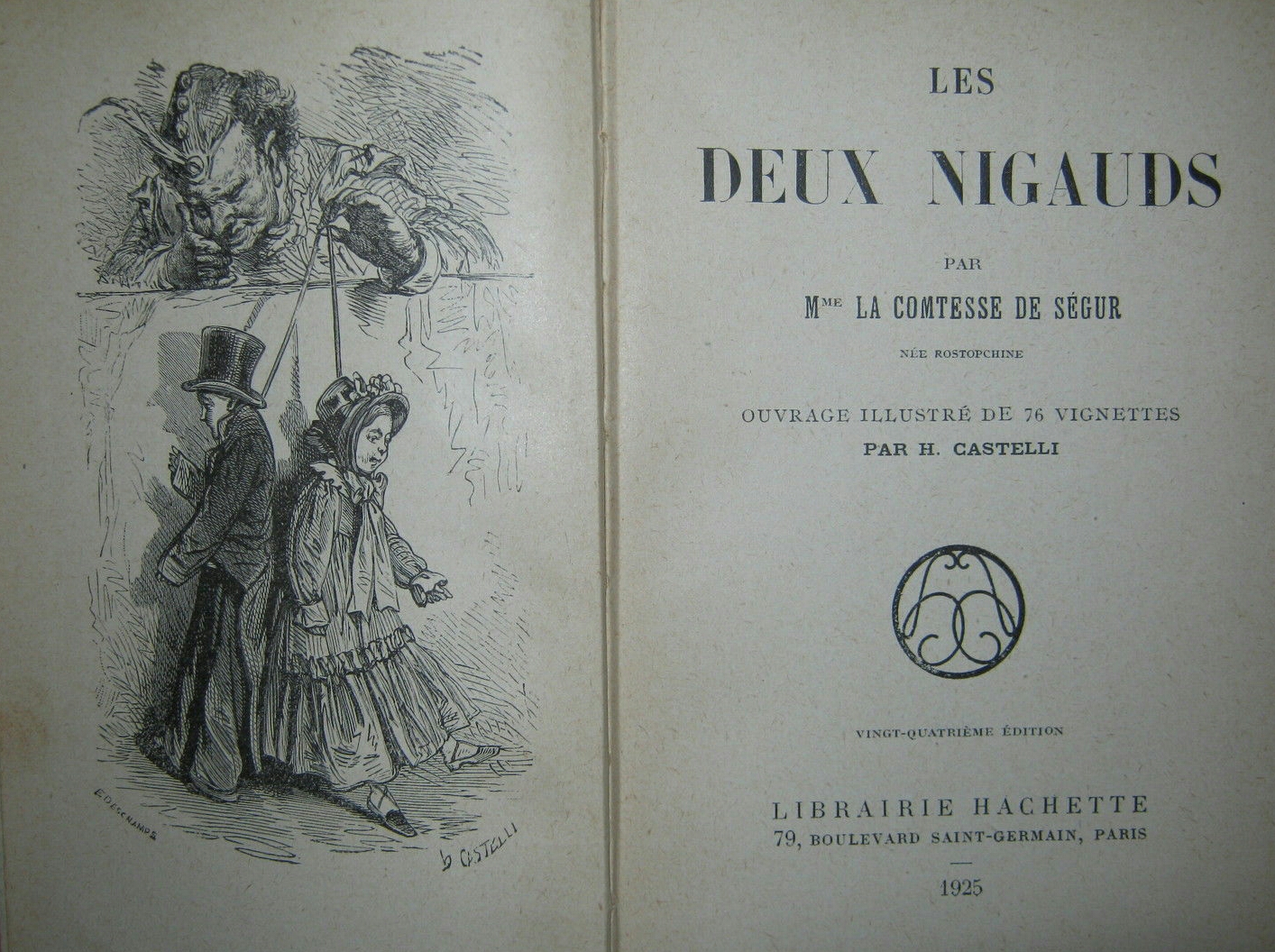
Frontispice et page de titre pour Les Deux Nigauds (1863, rééd. 1925)
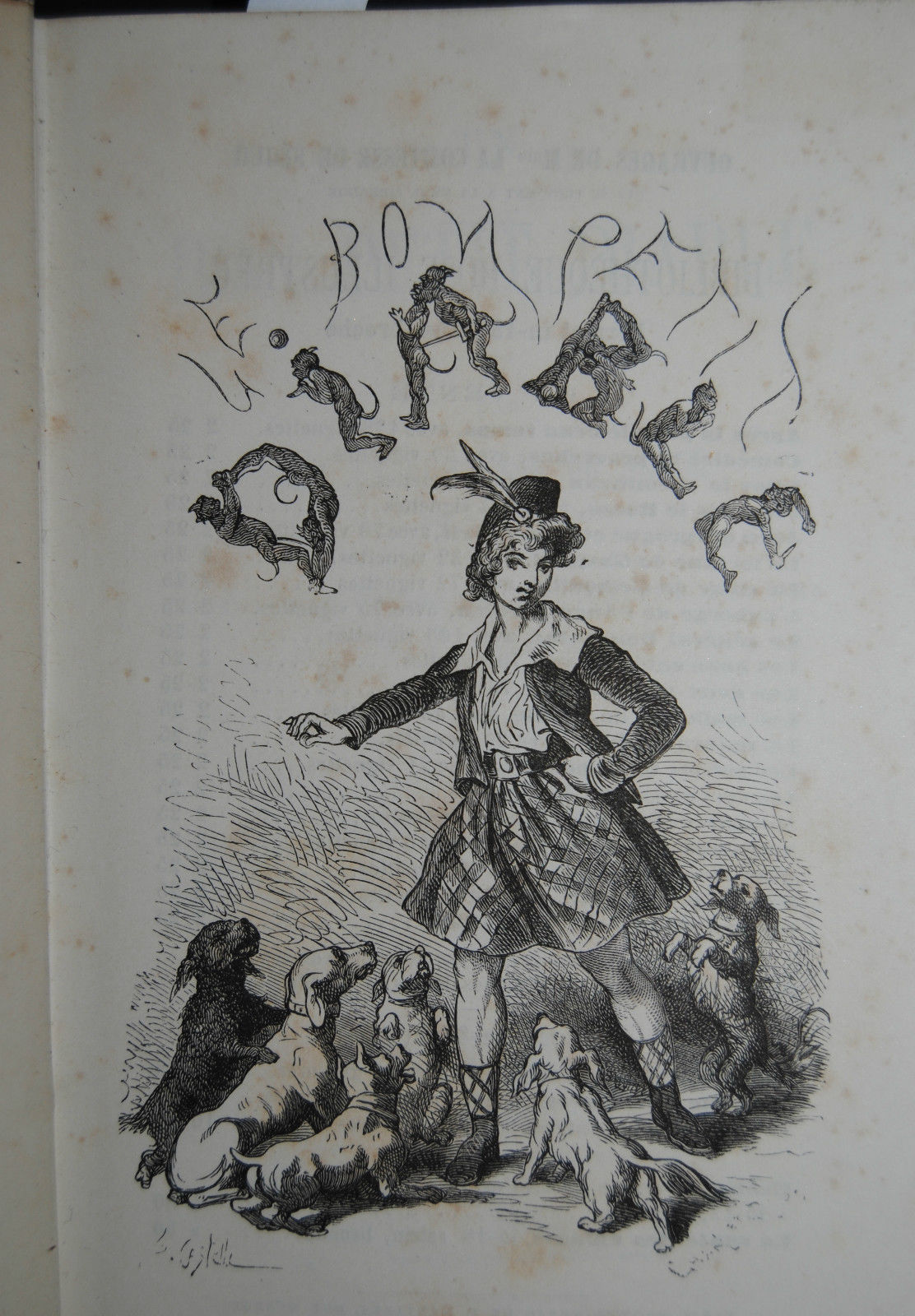
Page de titre pour Un bon petit diable (1864)
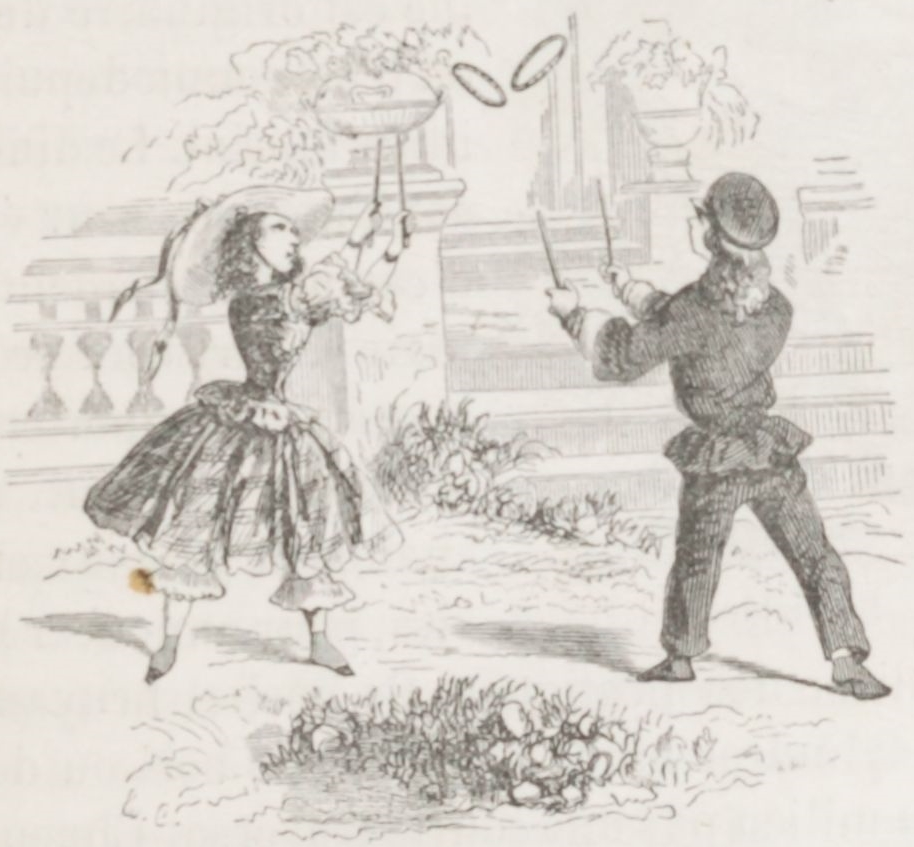
Jeu des grâces, illustration de Jeux des adolescents par Guillaume Belèze. (1856)

Voir la catégorie d'illustration sur Commons : La Bibliothèque rose illustrée (1856-1958)

### La Nouvelle Bibliothèque rose (1958-1971)
C'est en 1958 qu'a lieu le premier grand changement dans l'aspect des volumes : l'abandon de la reliure de couleur rouge et de la jaquette en papier. La couverture désormais plastifiée (pelliculage) comporte l'illustration sur le premier plat.
Les cahiers ne sont plus cousus, mais en feuillets et collés, procédé moins onéreux. L'inscription « Bibliothèque rose illustrée » est remplacée temporairement par « Nouvelle Bibliothèque rose ». Le dos devient entièrement rose. La taille des livres est légèrement réduite (11,4 cm X 17 cm). La série est numérotée.
Une innovation importante a lieu : la couleur fait son apparition avec l'insertion dans le cahier de quatre planches d'illustrations en couleur de pleine page, ainsi que de nombreuses illustrations in-texte de demi-page en noir et blanc.

### La Bibliothèque rose (depuis 1972)
En 1972, l'inscription « Nouvelle Bibliothèque rose » est remplacée par l'inscription « Bibliothèque rose ».
Le début des années 1980 voit une baisse notable des ventes des livres de la Bibliothèque rose et verte. Afin de relancer les ventes, Hachette fait évoluer l'aspect et le format de ses volumes. Ainsi, en 1983, le format est-il légèrement réduit en largeur, et le dos comporte six stries blanches obliques sur un fond toujours rose. La case du milieu qui porte un dessin miniature est déplacée vers le haut de la tranche. Enfin, sur la quatrième de couverture est ajoutée une petite illustration en couleur tirée d'une planche intérieure du livre. Le texte d'origine est parfois abrégé.
En 1988, la chute des ventes des Bibliothèques rose et verte se confirme. Dans un souci d'économie, Hachette abandonne les couvertures cartonnées et adopte le format de poche souple. Les illustrations intérieures en couleur sont remplacées par des illustrations en noir et blanc, moins nombreuses que dans les volumes cartonnés.
En l'an 2000, Hachette décide de célébrer l'entrée dans le nouveau millénaire en créant une nouvelle stylique pour l'ensemble des volumes des Bibliothèques rose et verte. Un format hybride entre le format cartonné et le format souple voit le jour, plus luxueux et plus esthétique. La couverture semi-rigide et épaisse comporte une partie vernie en relief et en surbrillance ; l’autre partie est mate. Le papier utilisé est du haut de gamme.
Une première sous-série, (1971-1988), débute avec le numéro 1 : 1 - Lucie Rauzier-Fontayne --- La Petite fille à la guitare 1971. Le dernier titre publié dans cette première sous-série semble être : Numéro 1702 --- Yves Pinguilly --- La troisième chose extraordinaire de ce jour-là 1988.
Une deuxième sous-série, (1988-2010), débute avec un autre numéro 1 : 1- Michèle Trumel --- La grande Zourse, reine de la nuit 1988.Le dernier titre publié dans cette deuxième sous-série semble être : Numéro 1702 --- Raoul Cauvin --- Des vacances de rêve 2010.
À partir de 2011, les titres sont numérotés dans leurs séries respectives, et non plus dans la série générale.

## Segmentation de la Bibliothèque rose
Note : la collection est segmentée par thème et par tranche d'âge.
La Bibliothèque rose regroupe les séries d'humour et d'émotions, et est divisée en trois segments :
- Ma première Bibliothèque Rose : pour les 6-8 ans
- Bibliothèque Rose : pour les 8-10 ans
- Bibliothèque Rose Plus : pour les 10-12 ans
- Les Classiques de la Bibliothèque rose : consacré aux séries anciennes mais on constate parfois une modification des textes originaux et leur modernisation : remplacement des machines à écrire par des ordinateurs, les personnages ne fument plus comme Œil de Lynx qui « mâchouille le tuyau de sa pipe toujours éteinte » dans Fantômette et le trésor du pharaon)

Le label « Pop! » a été créé en 2011, pour accueillir Titeuf et les autres héros de Tchô!.

## Séries actuelles de la Bibliothèque rose

### Les Classiques de la Bibliothèque rose
- Alice, de Caroline Quine[7]
- Le Clan des Sept de Enid Blyton
- Les Cinq (collectif d'écrivains)
- Le Club des Cinq, de Enid Blyton
- L'Étalon noir, de Walter Farley[7]
- Fantômette, de Georges Chaulet
- Malory School de Enid Blyton
- Les Sept (collectif d'écrivains)
- Les Six Compagnons, de Paul-Jacques Bonzon[7]
- Romans de la Comtesse de Ségur

### Ma Première Bibliothèque Rose
- 1,2,3 Histoires de...
- Les Ballerines magiques
- Bijoux de Princesses
- Camp Rock
- Chante !
- Charlotte aux fraises
- Les Chefs-d'œuvre Disney
- Les Copains de la Forêt
- La Fée Clochette
- Franklin, d'après la série télévisée d'animation canadienne diffusée en France à partir de 1999.
- Jojo Lapin, d'Enid Blyton d'après Les Contes de l'oncle Rémus de Joel Chandler Harris.
- Krypto, d'après la série télévisée d'animation américaine diffusée en France à partir de 2005.
- Ma princesse préférée, d'après les personnages féminins des films de Disney.
- Mini Loup, de Philippe Matter.
- Mimi Cracra, petite fille créée par Agnès Rosenstiehl de 1975 à 2005.
- Monster Buster Club, d'après la série d'animation franco-canadienne diffusée en France à partir de 2008.
- Oui-Oui, d'Enid Blyton.
- Paddington, d'après le petit ours créé par Michael Bond de 1958 à 2012.
- Princesse Academy
- Rainbow Magic, également publiée chez Pocket Jeunesse sous le titre L'Arc-en-ciel magique.
- Les Schtroumpfs, d'après la bande dessinée créée par Peyo et la série animée américaine Les Schtroumpfs diffusée en France à partir de 1981.
- Shuriken School, d'après la série d'animation franco-espagnole diffusée en France à partir de 2006.
- Winnie l'ourson, l'ours créé en 1926 par Alan Alexander Milne.
- Yakari, d'après la bande dessinée scénarisée écrite par Job et illustrée par Derib.
- Zoé Kézako, de Véronique Saüquère.

### Bibliothèque rose
- Les Ballerines magiques de Darcey Bussell.
- Bibliothèque Disney
- Princesse à Cheval, d'après les personnages féminins des films de Disney.
- Cédric
- Dagobert, de Zidrou.
- Descendants : Génération méchants, d'après la série télévisée du même nom, elle-même adaptée du téléfilm Descendants.
- Les Énigmes de Futékati de Béatrice Nicodème
- Esprits Fantômes
- Garfield, le gros chat fainéant créé par Jim Davis en bande dessinée.
- Ghost Secret
- Marsupilami
- Mini, la petite fille créée par Christine Nöstlinger.
- Miraculous, d'après la série télévisée du même nom
- Phinéas et Ferb, d'après la série télévisée du même nom
- Poppixie, d'après la série télévisée d'animation diffusée en France à partir de 2010.
- Quel monde de fous ! de Morris Gleitzman.
- Le Ranch, de Christelle Chatel : des histoires de chevaux.
- La Reine des neiges, d'après le film du même nom.
- Titeuf, d'après la bande dessinée suisse de Zep (pseudonyme de Philippe Chappuis).
- Totally Spies, d'après la série télévisée du même nom.
- Violetta, d'après la série télévisée de Disney Violetta.
- Winx Club, d'après la série télévisée du même nom.
- W.I.T.C.H., d'après la bande dessinée du même nom.

### Bibliothèque Rose Plus
- Les Aventures d'Alice au pays des merveilles
- Hannah Montana, d'après la série télévisée américaine diffusée en France depuis le 3 octobre 2006.
- High School Musical, d'après les films américains.
- Jonas
- Plus belle la vie, d'après la série télévisée française.
- Shake It Up, d'après la série télévisée américaine diffusée en France depuis le 7 novembre 2010.
- Les Sorciers de Waverly Place, d'après la série télévisée américaine diffusée en France depuis 22 janvier 2008.
- Victorious, d'après la série télévisée américaine diffusée en France depuis le 7 novembre 2010.

## Anciennes séries de la Bibliothèque rose (avant 2000)
- Abdallah de Paul Thies : les aventures d'un petit garçon au temps des pharaons.
- Alain Fernal de C.B. Hicks.
- Albert le dragon de Rosemary Weir.
- Anne d'Anne Braillard.
- Belle et Sébastien de Cécile Aubry, d'après les livres et la série télévisée française diffusés à partir du 26 septembre 1965[8].
- Belles Histoires d'Enid Blyton.
- Bobby-la-Science de Donald J. Sobol.
- Boum d'Enid Blyton.
- Candy de Bob Robert, d'après le célèbre dessin animé japonais du même nom diffusé en France à partir de 1978.
- Caroline : romans écrits par Lélio, d'après le personnage de la série d'albums Caroline, créée par Pierre Probst en 1953.
- Casimir de Christophe Izard, personnage de l'émission française L'Île aux enfants, diffusée à partir du 16 septembre 1974.
- Les Cinq détectives d'Enid Blyton.
- Cirque Galliano d'Enid Blyton.
- Le Clan des Sept d'Enid Blyton[9].
- Le Club des Cinq d'Enid Blyton[9].
- Clodomir (Daantje) de Leonard Roggeveen : les aventures du vieux gnome Clodomir (70 ans) et de sa femme.
- Comtesse de Ségur (romans de la)[9].
- Cricketto de David Daniell.
- Davy Crockett de Tom Hill, d'après la vie du célèbre trappeur américain.
- Dick Dickson d'Edmund Wallace Hildick.
- Docteur Dolittle de Hugh Lofting.
- Domino de Suzanne Pairault.
- Drôles de danseuses (Bad News Ballet/Scrambled Legs) de Jahnna N. Malcolm.
- Eric de Hans Peterson.
- La Famille HLM de Paul-Jacques Bonzon.
- La Famille Tant-Mieux, d'Enid Blyton : une famille vit des aventures en roulotte.
- Fantômette de Georges Chaulet : les aventures de la justicière masquée[10].
- Félicie d'Enid Blyton : Félicie est une souris qui habite dans une maison de poupées à Miniville, au pays des jouets.
- Gilles de Jean-Claude Deret : les aventures de Gilles dans la ville de Paris.
- Guignol de Paul Fournel : les aventures de la célèbre marionnette lyonnaise.
- Hiawatha le petit Indien de Walt Disney.
- Inspecteur Gadget de Jean Chalopin, d'après la série animée diffusée en France depuis 1983.
- Les Invisibles d'Emmanuel Baudry et Alain Royer.
- Isabelle de Youri : Isabelle résout mystères et énigmes.
- Jayce et les Conquérants de la lumière de Jean Chalopin : le jeune Jayce combat des plantes maléfiques. Adaptée du dessin animé de science-fiction du même nom diffusée en France en 1985.
- Jeanpi, de Claude Moiran : les aventures du jeune garçon Jeanpi, qui habite dans une petite maison au Pays-des-Enfants.
- Jojo Lapin d'Enid Blyton[9].
- Les Joyeux Jolivet de Jerry West : une famille vit des aventures.
- Les Jumelles de Sun Valley (Sweet Valley High) de Francine Pascal : Elizabeth et Jessica, deux sœurs jumelles élèves au collège de Sun valley, resolvent des énigmes.
- Katitzi de Katarina Taïkon : les aventures d'une fillette suédoise.
- Lili de Marguerite Thiébold.
- Malory School d'Enid Blyton : la vie de jeunes filles dans un pensionnat.
- Marion et Cie de Marie Féraud.
- Mayotte de Isabelle Georges Schreiber.
- Les Mondes engloutis de Nina Wolmark, d'après la série animée diffusée en France depuis 1985.
- Mouche d'Erica Certon : les aventures d'une fillette espiègle et de son chien Couic.
- Mystère d'Enid Blyton.
- Nounours de Claude Laydu, d'après la série française Bonne nuit les petits diffusée depuis 1962.
- Oui-Oui d'Enid Blyton[9].
- Le Pays des trente-six mille volontés d'André Maurois.
- Le Petit Lion d'après la série animée française diffusée en 1967-1968.
- Le Petit Vampire d'Angela Sommer-Bodenburg
- Plodoc, le dinosaure (Urmel aus dem Eis) de Max Kruse.
- Pollux de Serge Danot, d'après la série française diffusée depuis 1964.
- Poly de Cécile Aubry : les aventures d'un poney ; d'après les livres et la série télévisée française diffusée à partir de 1961.
- Quel monde de fous ! de Morris Gleitzman.
- Rainbow Brite de Julia-Victore. Blondine, la petite fée des couleurs, apporte du bonheur sur la Terre. d'après le dessin animé Blondine au pays de l'arc-en-ciel.
- Saturnin, d'après la série d'animation française Les Aventures de Saturnin (1965-1970).
- Série Secret[11]  de Mary Jane[12] (6 tomes).
- TKKG de Stefan Wolf : les aventures de quatre collégiens allemands et leur chien.
- Tony de Huguette Carrière : Tony et ses amis mènent des enquêtes en France.
- Les Trois N de Roberte Armand : Nicolas, Noël et Nathalie enquêtent sur des événements mystérieux.
- Les Trois Petits Cochons de Walt Disney.
- Ulysse 31 de Jean Chalopin et Nina Wolmark, d'après la série animée diffusée en France depuis 1981.
- Un cochon d'Inde de Paul Gallico : les aventures d'une petite fille nommée Cécile, et de son cochon d'Inde, Jean-Jacques.
- Une toute petite fille de Joyce Lankester Brisley : les petites activités quotidiennes de Mili-Mali-Malou, une  fillette qui vit dans un petit village d'Angleterre.
- Vic le Viking de Runer Jonsson, d'après la série animée autrichienne-allemande-japonaise diffusée en France à partir de 1979.
- Zéphyrin (Marmaduke) d'Elizabeth Chapman : les aventures de Zéphyrin le petit camion rouge.
- Zorro, d'après la série télévisée américaine Zorro réalisée par Walt Disney et diffusée en France à partir de 1965.

## Citation
« Quand j'étais gosse, je haïssais les romans de la comtesse de Ségur. [...] Lorsque j'eus atteint l'âge de raison (vers quarante ans) je changeais radicalement d'avis. Je m'aperçus que ce candide écrivain avait dépeint son propre milieu avec une inconscience féroce et que cela ne manquait pas de grandeur. Elle m'apparut comme une sorte de Balzac de la société bien-pensante. Ses romans constituent, sous leur aimable couverture rose, le réquisitoire le plus violent, parce que non voulu, contre la grande bourgeoisie rurale. » (Jean Renoir, Écrits (1926-1971), Éditions Ramsay, 2006 [Belfond, 1974], p. 169)

### Filmographie
- La Bibliothèque rose : voyage au cœur de l'enfance, film de Marianne Lamour, Bibliothèque publique d'information, Paris, 2010 (cop. Bel air média, France 5, Centre National du Livre, 2006), 53 min (DVD)